# Deutsche Mythologie
Deutsche Mythologie (en français : Mythologie germanique) est un ouvrage fondamental sur la mythologie germanique rédigé par le mythographe, conteur, linguiste et philologue allemand Jacob Grimm. Publié en Allemagne en 1835, l'ouvrage traite le sujet de façon exhaustive, retraçant les croyances des anciens peuples germaniques depuis les premières attestations jusqu'à leurs survivances dans les traditions modernes, contes et expressions populaires.
La structure de la Deutsche Mythologie est relativement encyclopédique. Les articles et chapitres discourent des aspects philologiques, historiques, folkloriques et poétiques des religions germaniques préchrétiennes. Les sources sont variées, temporellement et géographiquement. Les anciens mots germaniques, en particulier ceux concernant les rituels, sont souvent comparés à leurs équivalents latins.